# Camptopteromyia obscura
Camptopteromyia obscura är en tvåvingeart som beskrevs av James 1962. Camptopteromyia obscura ingår i släktet Camptopteromyia och familjen vapenflugor. Inga underarter finns listade i Catalogue of Life.